# Rhagodolus mirandus
Rhagodolus mIrándus es una especie de arácnido  del orden Solifugae de la familia Rhagodidae.

## Distribución geográfica
Se encuentra en Gambia y Nigeria.